# دیوید ادگار (بازیکن فوتبال)
دیوید ادگار (انگلیسی: David Edgar؛ زادهٔ ۱۹ مهٔ ۱۹۸۷) بازیکن فوتبال اهل کانادا است.
از باشگاه‌هایی که در آن بازی کرده‌است می‌توان به باشگاه فوتبال سوانزی سیتی، باشگاه فوتبال برنلی، باشگاه فوتبال شفیلد یونایتد، باشگاه فوتبال هادرزفیلد تاون، باشگاه فوتبال بیرمنگام سیتی، و باشگاه فوتبال نیوکاسل یونایتد اشاره کرد.